# Kígyó csillagkép

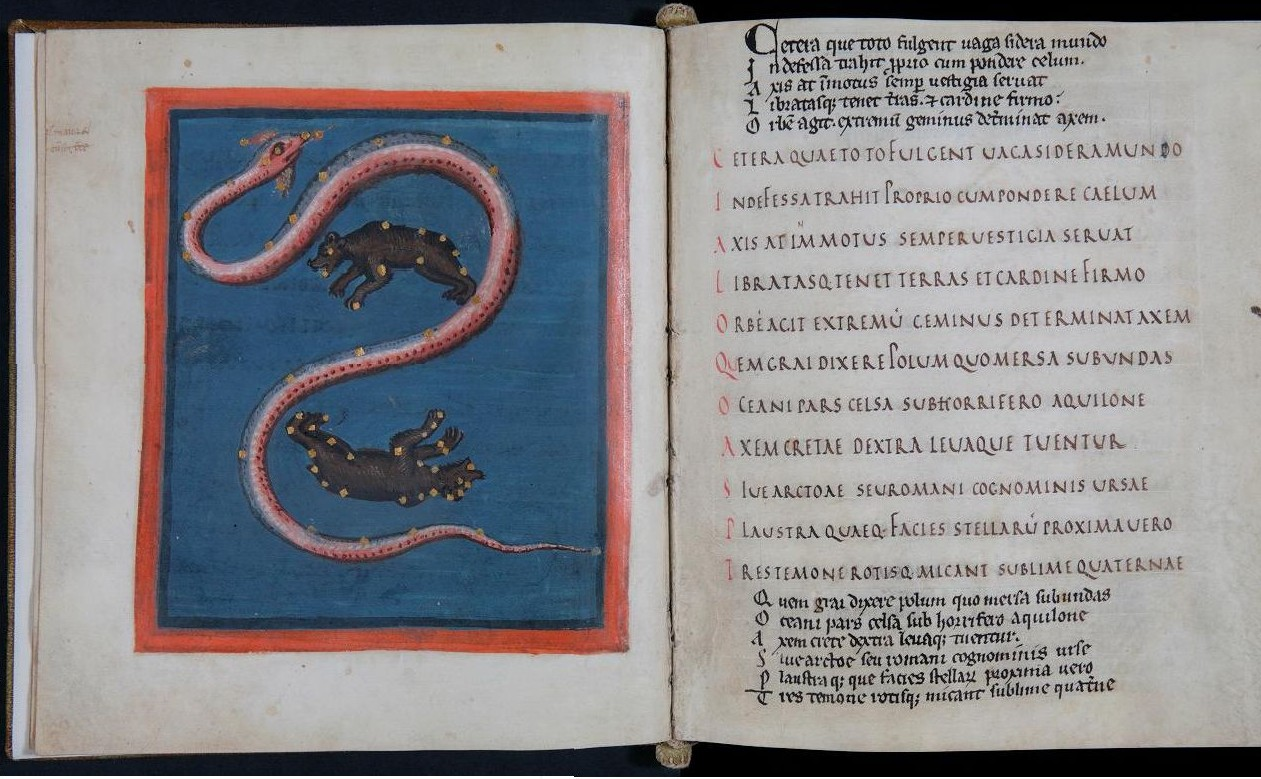
A Kigyó csillagkép ábrázolása - Leiden Aratea

A Kígyótartó és a Kígyó farka csillagképek

A Kígyó (latin: Serpens) egy csillagkép. Egyike azoknak a konstellációknak, amelyeket Ptolemaiosz görög természettudós az 1. században a csillagképek közé besorolt. A Kígyó  az egyetlen olyan csillagkép, amely két darabból áll, ezek a Serpens Caput (A kígyó feje) és a Serpens Cauda (A kígyó farka). A Kígyó maga a Kígyótartó csillagképre (Ophiucus) van feltekeredve. Érdekessége, hogy a két rész egymással nem szomszédos, mégis egy csillagképet alkotnak.

## Története, mitológia
Eredetileg a Kígyó és a Kígyótartó csillagképeket egyetlen konstellációnak vélték. A kígyótartó valószínűleg Aszklépiosz (latin nevén Aesculapius) volt, aki gyógyhatású készítményeket állított elő.

## Csillagok
- α Serpentis - Unuk Elhaia (A kígyó nyaka): 2m,7-s, narancssárga színű óriáscsillag.
- β Serpentis: egy kilenced- és egy tizedrendű komponensből álló kettőscsillag. Látcsövön egy hetedrendű csillag is látható a közelében, de fizikai kapcsolat nincs közöttük.
- γ Serpentis: 3,5 magnitúdós fehér törpe.
- δ1,2 Serpentis: egy 4m-s és egy 5m-s csillagból álló, kis távcsővel, erős nagyítással felbontható szoros pár.
- θ Serpentis két fehér színű, negyed- és ötödrendű összetevőből álló kettőscsillag.
- ν Serpentis: negyedrendű csillag 9 m-s kísérővel, már látcsővel is észlelhető.

## Mélyég-objektumok
- M5 vagy NGC 5904, gömbhalmaz
- M16 vagy NGC 6611, Sas-köd, köd + nyílthalmaz
- IC 4756, nyílthalmaz
- IC 1101: óriás elliptikus galaxis

## Fordítás
- Ez a szócikk részben vagy egészben  a    Serpens című angol Wikipédia-szócikk fordításán alapul.  Az eredeti cikk szerkesztőit annak laptörténete sorolja fel. Ez a jelzés csupán a megfogalmazás eredetét és a szerzői jogokat jelzi, nem szolgál a cikkben szereplő információk forrásmegjelöléseként.